# Großsteingräber bei Rätzlingen
Die Großsteingräber bei Rätzlingen waren sechs megalithische Grabanlagen der jungsteinzeitlichen Trichterbecherkultur bei Rätzlingen im Landkreis Uelzen (Niedersachsen). Sie wurden im 19. Jahrhundert zerstört.

## Lage
Ein Grab befand sich direkt im östlichen Teil des Ortes, ein zweites lag nordwestlich, zwei weitere Gräber lagen nahe beieinander nordöstlich, das fünfte nicht weit vom südlichen Ortsrand und das sechste etwas weiter südlich hiervon.
In der näheren Umgebung gab es ursprünglich zahlreiche weitere Großsteingräber. Nördlich von Rätzlingen befanden sich die Großsteingräber bei Riestedt, von denen heute nur noch eines existiert. Südlich lagen die Großsteingräber bei Hanstedt II und das Großsteingrab Rassau.

## Beschreibung
Die Gräber wurden in den 1840er Jahren durch Georg Otto Carl von Estorff dokumentiert, aber nicht näher beschrieben. Drei von ihnen waren zum Zeitpunkt der Aufnahme bereits zerstört, nur die beiden nordöstlichen sowie das südlichste Grab waren noch erhalten. Über Ausrichtung, Maße und Grabtyp der Anlagen liegen keine Informationen vor. Aus den Kartensignaturen geht lediglich hervor, dass das im Ort gelegene Grab eine runde Hügelschüttung besessen hatte, während die restlichen Anlagen rechteckige Hünenbetten besessen hatten.